# Offensive de Hama (2017)
Pour les articles homonymes, voir Offensive de Hama.
Guerre civile syrienne
Batailles
L'offensive de Hama de mars 2017 a lieu pendant la guerre civile syrienne. Elle est lancée le 21 mars 2017 par les rebelles, au nord de la ville de Hama, tenue par le régime syrien. Après des gains territoriaux initiaux pour les rebelles, une contre-offensive permet aux forces loyalistes de reprendre le contrôle du terrain perdu, ainsi que d'autres villages précédemment sous contrôle rebelle.

## Forces en présence
Initialement, les forces loyalistes déployées sur le front de Hama sont surtout constituées de milices. Ces dernières sont épaulées par des troupes iraniennes : des Bassidji et des membres des forces terrestres du Corps des Gardiens de la révolution islamique. Qasem Soleimani, le commandant en chef de la Force Al-Qods, se rend notamment sur la ligne de front le 31 mars. L'aviation russe entre aussi en action, en menant des frappes aériennes dès le 21 mars. Quant au régime syrien, il dépêche le 24 mars les Forces du Tigre du général Souheil al-Hassan,,. La milice chiite irakienne du Harakat Hezbollah al-Nujaba est également déployée,, de même que les Brigades de l'imam Ali, la Brigade des Fatimides, le Liwa al-Quds, la Résistance syrienne et le Liwa al-Baqir.
Du côté des rebelles, le chef militaire du Hayat Tahrir al-Cham, Abou Mohammed al-Joulani, commande directement sur le front de Hama,. Le groupe djihadiste déploie plusieurs chars, dont un T-90,. Plusieurs groupes de l'Armée syrienne libre prennent part aux combats : Jaych al-Ezzah, Jaych al-Nasr, l'Armée libre d'Idleb,, le Front de l'authenticité et du développement, Jaych al-Nokhba, les Bataillons islamiques al-Safwah, Al-Forqat al-Wasti, Abna al-Cham, Faylaq al-Cham, le Liwa Shuhada al-Islam et quelques autres groupes. Jaych al-Ezzah, le principal groupe de l'ASL dans la région, utilise plusieurs missiles BGM-71 TOW lors des combats et son chef, Jamil al-Saleh, prend personnellement la direction des opérations,,. Ahrar al-Cham,, le Parti islamique du Turkestan, et Ajnad al-Cham se joignent également au combat. Selon le média pro-régime Al-Masdar News, 6 000 rebelles participent à l'offensive. À la date du 20 avril, le même média affirme qu'au moins 12 000 soldats et miliciens loyalistes sont déployés sur le front de Hama.

## Déroulement
- Zone contrôlée par le régime syrien et ses alliés
- Zone contrôlée par les rebelles
- Zone contrôlée par les rebelles sous cessez-le-feu

- Zone contrôlée par le régime syrien et ses alliés
- Zone contrôlée par les rebelles
- Zone contrôlée par les rebelles sous cessez-le-feu

Le 21 mars 2017, une nouvelle offensive est lancée par les forces du Hayat Tahrir al-Cham et de l'Armée syrienne libre au nord de la ville de Hama,. Elle débute par l'explosion d'un véhicule piégé conduit par un kamikaze dans le village de Souran. Dès le premier jour, les rebelles s'emparent de Sourane et de plusieurs villages des alentours,. Les milices du régime prennent la fuite et les rebelles arrivent à quatre kilomètres de la ville de Hama,. Les rebelles s'emparent également d'un dépôt de munitions à Khattab, au nord-ouest d'Hama, puis le 22 mars d'une colline surplombant l'aéroport militaire à l'ouest de la ville. Le 22 mars, selon l'ONG Save the Children, au moins 10 000 habitants ont fui la région,.
Le 23 mars, les rebelles progressent encore et s'emparent de Maardes et de quatre villages, ils ont alors pris le contrôle de 15 villes et villages depuis le début de l'offensive,. Les combats se concentrent sur la localité stratégique de Qamhana (en), fortement disputée.
Le 25 mars, un hélicoptère largue une bombe sur l'hôpital de Latamné, faisant deux morts — dont un chirurgien — selon Médecins sans frontières (MSF). Puis, dans la nuit du 29 au 30 mars, le régime syrien intensifie ses raids aériens et mène au matin du 30 une attaque chimique dans la ville de Latamné, au nord-ouest de Hama, qui fait une cinquantaine de blessés,. Le 31 mars, le régime commence sa contre-offensive et reprend 16 villages en une journée — dont ceux de Khattab, al-Majdal et Kawkab — soit 75 % des territoires conquis par les rebelles depuis le début de l'offensive selon l'OSDH,,.
Le matin du 4 avril, une nouvelle attaque chimique est menée par le régime syrien sur la ville de Khan Cheikhoun, au nord des positions rebelles, faisant environ 100 morts et 400 blessés parmi les civils.
Le 3 avril, les loyalistes reprennent Maardes,, le Hayat Tahrir al-Cham s'en empare de nouveau le 4 avril,, mais il est a nouveau reconquis par le régime le 10 ou le 11 avril,. Le 16 avril, les loyalistes reprennent Sourane,.
Le 20 avril, les troupes du régime syrien s'emparent de la ville de Tibet al-Imam, mais quelques heures plus tard les rebelles de Jaych al-Ezzah, d'Al-Forqat al-Wasti, du Hayat Tahrir al-Cham et d'Ahrar al-Cham contre-attaquent et la reprennent au cours de la même journée. Cependant, dans la nuit du 20 au 21 avril, les loyalistes reprennent le contrôle de Tibet al-Imam,. Puis, le matin du 23 avril, après plusieurs jours de combats, l'armée arabe syrienne et le Hezbollah reprennent le contrôle d'Halfayé — qui était occupé par les rebelles depuis septembre 2016 — et de quelques villages environnants,,. Les rebelles sont alors repoussés à 15 kilomètres au nord de Hama. Le 30 avril, la ligne de front est stabilisée et seules quelques escarmouches ont lieu dans les jours suivants.

## Pertes
Entre le 21 mars et le 6 avril, le groupe rebelle Jaych al-Ezzah reconnaît la mort de 15 de ses combattants.
Le 27 avril, le général Sergueï Roudskoï, chef de l'état-major des forces armées russes, déclare que les rebelles ont perdu près de 7 000 hommes depuis le début de la contre-offensive.
Une enquête réalisée par Gregory Waters pour Bellingcat donne un bilan de 427 décès estimés et de 259 décès signalés (avec cependant des données manquantes entre le 20 et le 29 avril) du côté des combattants loyalistes pendant l'offensive de Hama entre le 21 mars et le 30 avril 2017. Au moins 58 combattants iraniens, afghans et pakistanais figurent parmi les morts ainsi que trois généraux iraniens.